# Лазутин, Пётр Георгиевич
Пётр Георгиевич Лазутин (1905—1 октября 1950) — советский партийный и государственный деятель, председатель Ленгорисполкома в 1946—1949 годах, один из главных фигурантов «Ленинградского дела». Расстрелян по приговору суда, посмертно реабилитирован.

## Биография
Родился в 1905 году в городе Петропавловске Акмолинской губернии Российской империи.
В 1925 году вступил в партию большевиков, с 1927 года занимал посты второго секретаря Железнодорожного райкома ВЛКСМ в Петропавловске и заведующего отделом труда Петропавловского окружного комитета комсомола. Впоследствии занимал должности инспектора наркомата просвещения Казакской АССР, заведующего отделом труда Казакского краевого комитета ВЛКСМ и начальника Управления кадров наркомата труда Казакской АССР.
В 1937 году Лазутин был переведён в Ленинград на должность заведующего отделом торговли города. В 1939—1941 годах он занимал пост заместителя заведующего отделом пищевой промышленности, торговли и общественного питания Ленинградского горкома ВКП(б), в 1943 году Лазутин возглавил этот отдел. С 1941 года он являлся секретарём по торговле и промышленности, на этом посту был одним из организаторов обороны Ленинграда в годы Великой Отечественной войны. После снятия блокады города, в 1944 году, Лазутин был назначен первым заместителем председателя Ленинградского горисполкома. После повышения по должности своего непосредственного начальника, Петра Попкова, он занял пост председателя Ленинградского горисполкома.
В годы руководства Лазутиным Ленинградским горисполкомом при его непосредственном участии был разработан генеральный план развития Ленинграда на 20-25 лет, возобновлена работа общественного транспорта, произведена замена немецких машин отечественными. При Лазутине на вечную стоянку был поставлен крейсер «Аврора» и открыта Малая Октябрьская железная дорога. В годы руководства Лазутиным было возобновлено регулярное телевизионное вещание, а первой внестудийной телевизионной передачей стала трансляция первомайской демонстрации на Дворцовой площади в 1949 году.
13 августа 1949 года Лазутин в числе нескольких высокопоставленных партийных деятелей был вызван в кабинет к секретарю ЦК ВКП(б) Георгию Маленкову. Прямо в его кабинете они были арестованы. Лазутин стал одним из главных фигурантов дела по обвинению группы чиновников — выходцев из Ленинграда в измене Родине. 30 сентября 1950 года шестерых подсудимых, в том числе и Лазутина, суд приговорил к высшей мере наказания — смертной казни через расстрел. 1 октября 1950 года приговор был приведён в исполнение.
30 апреля 1954 года Лазутин был посмертно реабилитирован, как и расстрелянные вместе с ним осуждённые по «Ленинградскому делу», впоследствии был восстановлен в компартии.
Награждён орденом «Знак Почёта» (17.04.1940) — «за успешную работу и проявленную инициативу по укреплений обороноспособности нашей страны».